# Dwight Howard
Dwight David Howard (* 8. prosince 1985 Atlanta, Georgie) je americký basketbalista hrající v současnosti za tým Los Angeles Lakers, obvykle na pozici centra v NBA. Po kariéře na střední škole byl draftován v roce 2004 jako číslo jedna týmem Orlando Magic, kde hrál do roku 2012. Následovala angažmá v Lakers, Rockets, Hawks a Hornets.

## Začátky v NBA
Howard byl draftován v roce 2004 do Orlanda Magic v situaci, kdy v předchozí sezóně získalo pouze 21 výher a ztratilo svého nejlepšího hráče Tracyho McGradyho. Howard měl McGradyho postupně nahradit, což se mu povedlo v již první sezónně, kterou ukončil s průměrem 12 bodů a 10 doskoků na zápas. Těmito výkony se dostal do výběru nováčku a skončil třetí v hlasování o nováčka roku za Emekou Okaforem a Benem Gordonem.
Před začátkem sezóny nabral 10 kg svalové hmoty na přání kouče Briana Hilla, který z něho chtěl vychovat čistokrevného pivota jako byl bývalý hráč Orlanda Shaquille O'Neal. Na letním přípravném soustředění se Howard zaměřil na obrannou část hry a na hru jeden na jednoho pod košem. Dne 15. listopadu 2005 se Howard stal nejmladším hráčem, který kdy získal přes 20 bodů a přes 20 doskoků v jednom zápase. Na konci sezóny měl 15,8 bodů a 12,5 doskoků na zápas. S tímto počtem doskoků byl druhý v počtu doskoků na zápas. Také se stal šestým v úspěšnosti střelby. I přes Howardovo zlepšení mělo Orlando 36 výher a 46 proher a znovu se nedostalo do playoff.
V třetí sezóně dostal Howard první pozvánku do NBA All-Star game. All-Star game ukončil s 20 body a 12 doskoky. 14. dubna vstřelil proti Philadelphia 76ers 35 bodů, což bylo jeho životní maximum. Pod jeho vedením se Orlando dostalo do playoff, kde v prvním kole narazili na budoucího finalistu Detroit Pistons, takže Orlando skončilo v prvním kole a Howard zakončil sezónu s průměrem 17,6 bodů a 12,3 doskoků na zápas a byl zařazen do třetího výběru NBA.

## Divizní tituly
Howard pokračoval ve sbírání skvělých čísel a zapisování do statistik, v sezóně 2007/2008 i s pomocí Rasharda Lewise a Hidayeta Türkoğlu, tureckého internacionála. Tato sezona byla zatím nejlepší sezónou pro Magic. Howardova precizní hra ho dostala až do All-Star game, kde si zahrál v základu. 16. února 2008 při All-Star game víkendu vyhrál Slam Dunk Contest 2008 (soutěž ve smečování). Howard vedl Magic k prvnímu titulu v divizi po dvanácti letech a k třetímu místu v konferenci. V prvním kole playoff porazili Toronto Raptors a v druhém kole narazili znovu na Detroit. I přesto, že na zápas 4 a 5 Detroitu chyběl rozehrávač Chauncey Billups Orlando nevyužilo šanci k postupu a prohrálo 1-4. Ten samý týden byl Howard zařazen do prvního NBA týmu.
Následující sezónu byl opět vybrán do NBA All-Star game. 11 zápasů před koncem základní části Orlando získalo divizní titul a zajistilo si třetí místo v playoff. Na konci základní části získal The best defensive player award (nejlépe bránící hráč). V prvním kole playoff narazili na Philadelphia 76ers, které vyřadili v šesti zápasech. V druhém kole narazili na Boston Celtics se kterými dotáhli sérii až do sedmého zápasu, který nakonec vyhráli. V dalším kole vyřadili tým Lebrona Jamese Cleveland Cavaliers a čekalo na ně finále proti Los Angeles Lakers. Po prvních dvou výhrách Lakers a jedné výhře Magic čtvrtý zápas Magic prohráli v prodloužení a pátý doma jednoduše vyhráli a tak se stali mistři NBA.
V další sezóně došlo k zásadní změně v týmu. Z New Jersey Nets přišel Vince Carter, ale odešel Hedo Turkoglu do Toronta Raptors. Stejně jako dvě předchozí sezóny se Magic dařilo skvěle. Howard byl dokonce dvakrát vyhlášen hráčem týdne. 21. ledna 2010 se dostal do své další All-Star game. Na konci sezóny Magic získali třetí po sobě jsoucí titul v divizi. V playoff porazili Charlotte i Atlantu 4-0 a čekalo je semifinále proti Boston Celtics, proti kterému vypadli po šesti zápasech.

## Kontroverze
V březnu 2016 byl Howard ještě jako hráč Houston Rockets v zápase proti Atlanta Hawks usvědčen z toho, že na míč nanesl lepivý sprej Stickum. Na použití spreje se přišlo ve chvíli, kdy se hráč Atlanty Paul Millsap chystal házet trestný hod a míč se mu lepil na ruce. Howard incident zlehčoval a tvrdil, že sprej používá pět let na vysušení rukou. Nakonec nebyl nijak potrestán, NBA ale vydala upozornění všem týmům, že použití lepivých látek je zakázáno.
Použití lepivého spreje se dříve rozšířilo v National Football League. Hráči si od něj slibovali, že budou lépe chytat; v roce 1981 však byl zakázán.